# HERA United
HERA United is een voetbalclub uit Amsterdam. De club wil in het seizoen 2025-2026 deelnemen aan de Vrouwen Eredivisie. Daartoe zal het zowel de licentie, als het eerste team en beloftenteam, overnemen van VVK/Telstar. Hera werkt sinds juli 2024 met VVK/Telstar samen. Hera United speelt zijn thuiswedstrijden in de vrouweneredivisie in het seizoen 2025-2026 op Sportpark Goed Genoeg van de Amsterdamse amateurclub AFC.

## Geschiedenis
Marieke Visser werd geïnspireerd tot de oprichting van een voetbalploeg voor vrouwen, door vrouwen en van vrouwen. Zij begon haar idee te delen en kreeg daarop veel positieve reacties. Met onder andere Susan van Geenen en Barbara Barend, werd het initiatief genomen om daadwerkelijk een club op te richten. Marijn Pijnenborg, onder andere bekend van Funda.nl, was een van de investeerders die zich achter het initiatief schaarde. In 2023 werd al gesproken met de KNVB.
In maart 2024 trad de club voor het eerst naar buiten. Ze maakte duidelijk zeer ambitieus te zijn en het hoogste niveau na te streven, zoals 'binnen tien jaar de Champions League winnen'. Stadiondirecteur Carla de Groot verwelkomde de plannen. De KNVB toonde zich positief en ging studeren op de reglementen.
Telstar zocht hierna contact met HERA. Tien procent van Telstars budget ging op dat moment naar de vrouwen, en dat is veel voor zo'n club en risicovol. De clubs gingen vanaf juli samenwerken. Telstar kon zo het voortbestaan van de vrouwentak waarborgen. HERA investeerde in faciliteiten en spelers. De jeugdopleiding bleef in Velsen-IJmuiden. De eredivisieploeg en het beloftenteam zullen per seizoen 2025-2026 opgaan in HERA United, als de KNVB het mogelijk maakt.
In december 2024 kreeg HERA formeel toegang tot het betaalde voetbal, wat in lijn is met de Algemene wet gelijke behandeling. KNVB-directeur betaald voetbal, Marianne van Leeuwen noemde het een historisch besluit. HERA zal nog wel moeten voldoen aan de licentie-eisen van de KNVB.

## Symboliek
Het logo van de club is een pauw, het symbool van de Griekse godin Hera. Als onderschrift staat in hoofdletters "HERA UNITED, MMXXV" naam en oprichtingsjaar 2025.
De club speelt haar wedstrijden op Sportpark Goed Genoeg van AFC. Daarnaast wil Hera United incidenteel uitwijken naar het Olympisch Stadion in Amsterdam. Tijdens de Olympische Spelen in 1928 deden voor het eerst vrouwen mee aan de atletiekwedstrijden, en werd voor het eerst het Olympische vuur ontstoken op de 46 meter hoge Marathontoren. Zo kon iedereen zien dat de Spelen aan de gang waren. In het donker lichtte het vuur op, en overdag kon men de rook uit de toren zien opstijgen. Sinds 1936 wordt de Olympische vlam aangestoken in de Tempel van Hera in Olympia.
ADO Den Haag · Ajax · AZ · Excelsior · Feyenoord · sc Heerenveen · NAC Breda · PEC Zwolle · PSV · Telstar · FC Twente · FC Utrecht